# Ryō Sugai
Ryō Sugai (須貝 龍?, Sugai Ryō; Tainai, 11 dicembre 1991) è uno sciatore alpino e sciatore freestyle giapponese.

## Biografia
Sugai, originario di Minami, ha iniziato la sua carriera nello sci alpino: sciatore polivalente attivo dal dicembre del 2006, in Far East Cup ha esordito il 6 marzo 2008 a Shigakōgen in slalom gigante (40º) e ha ottenuto il primo podio il 22 dicembre 2010 a Yabuli nella medesima specialità (2º); ha debuttato in Coppa del Mondo il 7 gennaio 2011 a Wengen in supergigante (55º). Inattivo nella disciplina dall'aprile del 2021, non ha preso parte a rassegne iridate.
Dalla stagione 2018-2019 si dedica prevalentemente al freestyle, specialità ski cross: ha esordito in Coppa del Mondo il 16 febbraio 2019 a Feldberg (15º) e ai Campionati mondiali a Idre Fjäll/Almaty/Aspen 2021 (28º). Ha conquistato il primo podio in Coppa del Mondo il 13 marzo 2021 a Sunny Valley (2º); l'anno dopo ai XXIV Giochi olimpici invernali di Pechino 2022, sua prima presenza olimpica, si è classificato al 17º posto, mentre ai Mondiali di Bakuriani 2023 è stato 11º e a quelli di Engadina 2025 ha vinto la medaglia di bronzo.

## Palmarès

### Sci alpino

#### Coppa del Mondo
- Miglior piazzamento in classifica generale: 156º nel 2018

#### Far East Cup
- Miglior piazzamento in classifica generale: 28º nel 2011
- 1 podio:
  - 1 secondo posto

#### Campionati giapponesi
- 2 medaglie:
  - 1 oro (supergigante nel 2011)
  - 1 argento (slalom gigante nel 2011)

### Mondiali
- 1 medaglia:
  - 1 bronzo (ski cross a Engadina 2025)

#### Coppa del Mondo
- Miglior piazzamento nella Coppa del Mondo di ski cross: 6º nel 2023
- 5 podi:
  - 5 secondi posti

#### Coppa Europa
- Miglior piazzamento nella classifica di ski cross: 9º nel 2019
- 4 podi:
  - 2 secondi posti
  - 2 terzi posti

#### Australia New Zealand Cup
- Miglior piazzamento in classifica generale: 7º nel 2019
- Miglior piazzamento nella classifica di ski cross: 6º nel 2019
- 1 podio:
  - 1 terzo posto

#### Campionati giapponesi
- 2 medaglie:
  - 2 ori (ski cross nel 2019; ski cross nel 2022)